# ОШ „Ћеле Кула” Ниш
ОШ „Ћеле Кула” једна је од основних школа у Нишу. Налази се у улици Радних бригада бр. 28, у општини Медијана. Назив је добила по Ћеле кули која се налази у непосредној близини школе.

## Историјат
Основна школа „Ћеле Кула” је грађена из средстава месног самодоприноса, наменски и у етапама. Први део је завршен 1966, а 1969. је дограђено још осам учионица, док је фискултурна сала са делом за продужени боравак направљена 1975. године. У почетку је неколико година била истурено одељење Основне школе „21. мај”, а касније се осамостаљује од 1971—72. Стално повећање броја ученика током година је захтевало да се код неких просторија изврше грађевинске интервенције ради додатног проширења, а просторије боравка су претворене у класичне учионице. Због проширивања насеља према Дуваништу, осамдесетих година 20. века се јавила потреба за изградњом нове школе па је у близини подигнута нова зграда школе која је 1988—1989. радила као истурено одељење ОШ „Ћеле Кула”. Ученици и радници су се тада поделили и распоредили у обе школске зграде. Од 1. септембра 1989. је новосаграђена школа постала самостална под именом Основна школа „Филип Филиповић”, а која је у међувремену променила име и сада се зове Основна школа „Душан Радовић”. Данас Основна школа „Ћеле Кула” има 432 ученика од првог до осмог разреда, велику и богату школску библиотеку са читаоницом, свечану салу и дигиталну учионицу. Све учионице и кабинети имају рачунаре, а у целој школи је доступан интернет. Од првог до четвртог разреда организују математичку, ликовну, драмско-рецитаторску и шаховску секцију, а од петог до осмог разреда драмско-рецитаторску, новинарско-литерарну, историјску, биолошку, одбојкашку, кошаркашку, фудбалску секцију, тенис, програмерску, фото-видео и музичку секцију.

## Догађаји
Догађаји Основне школе „Ћеле Кула”:
- Савиндан
- Дан школе
- Међународни дан школских библиотека
- Међународни дан писмености
- Међународни дан књиге за децу
- Светски дан здраве хране
- Дечја недеља
- Акцији „Читајмо гласно”
- Изложба „Млади за друштво без корупције!”
- Фестивал уметности „Пролећне риме, ноте и слике”
- Сајам професионалне оријентације
- Пројекат „Олтар науке”